# سرايا عاشوراء
سرايا عاشوراء هي جماعة إسلامية شيعية. ترتبط بالمجلس الأعلى الإسلامي العراقي وجزء من الحشد الشعبي ومقرب أيضا من سرايا أنصار العقيدة، جماعة شيعية أخرى ترتبط بالمجلس الأعلى الإسلامي العراقي. تتبنى الفكر الديني لآية الله علي السيستاني، على خلاف المجموعات الشيعية الأخرى التي تؤمن بايدلوجية ولاية الفقيه، لكن بأي حال يبقى هذا الحزب مقرب من إيران.

## القوات الأمريكية
أعلنت سرايا عاشوراء موقفها من القوات الأمريكية في العراق بقولها «تصريحات استهداف القوات الأمريكية لا تمثلنا».